# Comité radical

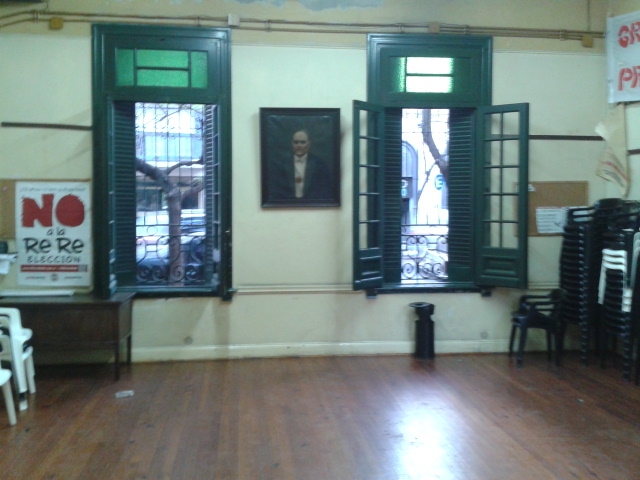
Un comité radical porteño por dentro. Obsérvese el cuadro de Hipólito Yrigoyen y el afiche contra la reelección indefinida de la presidenta Cristina Kirchner.

Un Comité Radical es, en política argentina, el nombre que reciben las sedes partidarias de la Unión Cívica Radical. Nacieron a fines del siglo XIX como centros de organización popular para los levantamientos armados del partido y, durante las mismas, designaban a las autoridades provisorias de las provincias.

## Características
Tras la sanción de la Ley Sáenz Peña se consolidaron como centros de participación ciudadana, con actividades como comedores populares, apoyo escolar, bibliotecas populares, asesoría jurídica gratuita, talleres literarios, etc. Así mismo, las reuniones partidarias suelen hacerse a puerta abierta para que cualquier persona pueda entrar a plantear su posición. 

## Organización
Como característica importante vale resaltar que los comités forman parte de la estructura orgánica del partido, existiendo distintos tipos según la zona que abarquen. Existen, por lo tanto, comités zonales (con o sin reconocimiento oficial del partido, pueden ser varios y abarcan a una sola ciudad o pueblo), comités distritales (abarcan a todo un distrito, tienen reconocimiento oficial y sus autoridades son elegidas en elecciones por todos los afiliados del lugar), comités provinciales (abarcan toda una provincia y son elegidos por todos los afiliados del lugar) y el Comité Nacional (abarcativo a toda la nación), cuyas autoridades son elegidas por la Convención Nacional.